# Bohemistyka
Bohemistyka – interdyscyplinarna nauka humanistyczna, poświęcona studiom nad literaturą, językiem, kulturą, sztuką, historią, cechami narodowymi, obyczajami i tradycjami Czechów. Zaczęła się rozwijać pod koniec XVIII wieku. Stanowi część slawistyki.

## Bohemistyka w Polsce

### Język czeski w Polsce średniowiecznej
Zainteresowanie językiem i literaturą czeską widoczne było w Polsce już w średniowieczu. Język czeski stawiał za wzór między innymi Jan Sandecki-Malecki (rozprawa Defensio verae translationis). Piętnując w Dworzaninie polskim modę na czeszczyznę, Łukasz Górnicki potwierdzał tym samym wielką popularność tego języka w Polsce. Zainteresowanie kulturą czeską potwierdzają również średniowieczne przekłady czeskich utworów literatury świeckiej (na przykład Frantowe prawa z 1518) oraz wzorowane na czeskich utworach średniowieczne pieśni polskie (na przykład Pieśń o św. Dorocie z 1420).
Za panowania Jagiełły i Jadwigi czeszczyzna pełniła w zasadzie funkcję języka dworskiego na polskim dworze królewskim.

### Narodziny profesjonalnej bohemistyki
Rozwój kultury czeskiej zostaje w późniejszym czasie zdominowany przez wpływy germańskie (zwłaszcza w XVII i XVIII wieku), co pociąga za sobą spadek zainteresowania językiem i literaturą czeską. Na nowo zostaje ono rozbudzone dzięki dziewiętnastowiecznym słowiańskim ruchom narodowo-odrodzeniowym oraz propagowanym w tym czasie ideom wspólnoty słowiańskiej.
W powołanej w 1862 w Warszawie Szkole Głównej działał Wydział Filologiczno-Historyczny, na którym pracował bohemista, wykładowca gramatyki języka czeskiego, dr František Bolemir Květ. Więcej Czechów pracowało na przemianowanym w 1870 Carskim Uniwersytecie Warszawskim, gdzie rozpoczęto też nauczanie języka czeskiego.
Pierwszej połowy XIX wieku sięgają tradycje bohemistyki krakowskiej. W latach 1818–1825 „naukę o językach słowiańskich” wykładał tu znany czechofil Samuel Bandtkie. Zajął się on również pozyskaniem dla slawistycznej biblioteki uniwersyteckiej niemal wszystkich dzieł dziewiętnastowiecznej literatury czeskiej. Krakowską bohemistykę znacznie rozwinął jednak dopiero Henryk Suchecki, który od 1865 pełnił funkcję profesora nadzwyczajnego filologii słowiańskiej. Na Uniwersytecie Jagiellońskim prowadził on takie wykłady, jak „Języki obu Łużyc w porównaniu z językiem czeskim i polskim”, „Czeszczyzna teoretyczna i praktyczna na podstawie literatury staroczeskiej i nowoczeskiej”, „Język słoweński w porównaniu z językiem polskim i czeskim”. Badania bohemistyczne na Uniwersytecie Jagiellońskim kontynuowali prof. Lucjan Malinowski, doc. Marian Zdziechowski, K. H. Masze, prof. Jan Rozwadowski.

### Okres międzywojenny
W okresie międzywojennym w latach 1921–1930 w Warszawie wykładał Bohumil Vydra (lektorat języka czeskiego oraz wykłady i ćwiczenia z literatury czeskiej). Bohemistą był również Andrzej Sieczkowski.
W 1925 na Wydziale Filozoficznym UJ powstało Studium Słowiańskie. W latach trzydziestych swoje wykłady i ćwiczenia z gramatyki czeskiej, rozwoju języka czeskiego i czeskiej onomastyki prowadził tam Tadeusz Lehr-Spławiński.

### Okres po II wojnie światowej
Po II wojnie światowej do badań bohemistycznych włączyły się cztery główne ośrodki: warszawski, krakowski, wrocławski i poznański.
W 1950 uruchomiono bohemistykę jako kierunek studiów na Uniwersytecie Warszawskim. Prowadzono również lektoraty języka czeskiego (od 1955 zatrudniono lektorów czeskich). W późniejszym czasie na Uniwersytecie Warszawskim istniał Zakład Filologii Czeskiej i Słowackiej, którego kierownikiem był Józef Magnuszewski. Z prowadzenia kierunku filologia czeska wycofano się w 2005. Uruchomiono wówczas w zamian kulturoznawstwo z profilem czeskim.
W roku 1950 na UJ rozwiązano Studium Słowiańskie, a w jego miejsce powołano Katedrę Filologii Słowiańskiej. Prace bohemistyczne prowadził w nim aż do przejścia na emeryturę w 1961 profesor Lehr-Spławiński. Do najważniejszych wydanych przez niego publikacji bohemistycznych należą Gramatyka czeska (1950), Zarys gramatyki historycznej języka czeskiego (1953), Gramatyka historyczna języka czeskiego (wspólnie ze Zdzisławem Stieberem), Staroczeskie teksty doby przedhusowej (1952) oraz praca zbiorowa Chrestomatia słowiańskie (II 1950). Po odejściu Lehra-Spławińskiego na emeryturę jego linię badawczą kontynuował Stanisław Urbańczyk. W 1972 Katedrę Filologii Słowiańskiej UJ przekształcono w Instytut Filologii Słowiańskiej, w którym wydzielono Katedrę Filologii Czeskiej i Łużyckiej (pierwszy kierownik – Teresa Orłoś). W Krakowie działał między innymi literaturoznawca i tłumacz Jacek Baluch.
W latach 1950–1976 bohemistykę studiowało w Krakowie 150 studentów, spośród których 130 uzyskało tytuł magistra. Od początku istnienia samodzielnego kierunku studiów magisterium z zakresu bohemistyki uzyskało ponad trzysta osób.
Lektoraty języka czeskiego prowadzono w latach 1945–1976 na Uniwersytecie Wrocławskim. W 1990 powołano tam Studium Języka i Kultury Czeskiej (jednostka Instytutu Filologii Słowiańskiej). Duże zainteresowanie bohemistyką doprowadziło do uruchomienia w 1993 specjalizacji bohemistycznej na III roku studiów slawistycznych. W następnych latach specjalizację poszerzono i na jej bazie uruchomiono w końcu oddzielny kierunek studiów – filologię czeską, a Studium Języka i Kultury Czeskiej przekształcono w Zakład Bohemistyki (kierownik – Zofia Tarajło-Lipowska).
W 2010 studia bohemistyczne prowadzono w Polsce w jedenastu ośrodkach. Pięć z nich umożliwiało kształcenie w tej dziedzinie w pełnym cyklu magisterskim filologicznym (Uniwersytet Jagielloński, Uniwersytet Śląski w Katowicach, Uniwersytet im. Adama Mickiewicza w Poznaniu, Uniwersytet Wrocławski, Uniwersytet Opolski), jeden w cyklu magisterskim kulturoznawczym (Uniwersytet Warszawski), dwa ośrodki umożliwiały zaś zdobycie tytułu licencjata (Państwowa Wyższa Szkoła Zawodowa w Raciborzu, Akademia Techniczno-Humanistyczna w Bielsku-Białej). W trzech ośrodkach bohemistyka istniała jako specjalność innego kierunku filologicznego bądź jako lektorat drugiego języka słowiańskiego (Uniwersytet Marii Curie-Skłodowskiej w Lublinie, Uniwersytet Mikołaja Kopernika w Toruniu i Uniwersytet Szczeciński).